# The Girl Problem
The Girl Problem er en amerikansk stumfilm fra 1916 af Kenneth S. Webb.

## Medvirkende
- Corinne Griffith som Erminie Foster.
- Agnes Ayres som Helen Reeves.
- Walter McGrail som Ernest Sanford.
- William David som Monte Ralston.
- Julia Swayne Gordon som Mrs. Reeves.